# Rheocles lateralis
The zona (Rheocles lateralis) là một loài cá in the Bedotiidae family. It is đặc hữu to Madagascar. Its natural habitat is rivers.